# Dzików (Tarnobrzeg)
Dzików, łac. Dzikovia – część Tarnobrzega, dawniej osobny obszar słynący z Pałacu Tarnowskich wraz z dworem i kompleksem parkowo-ogrodowym. 

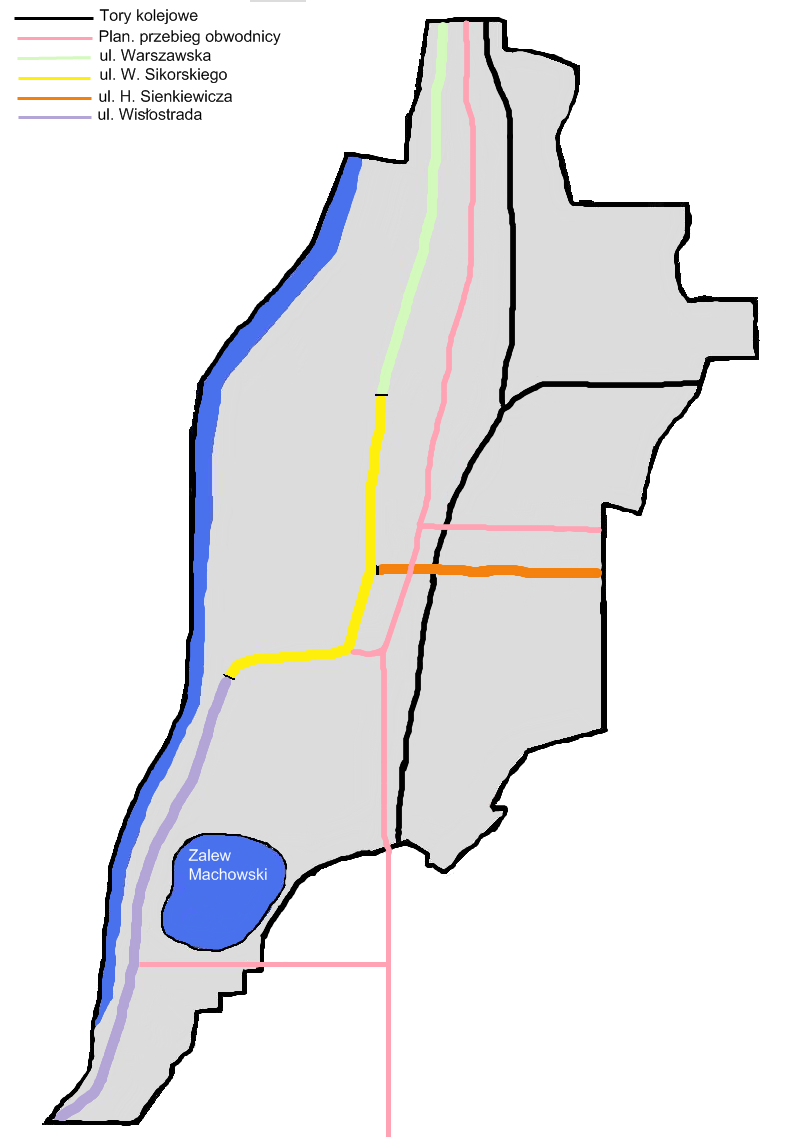
Dzików w granicach Tarnobrzega

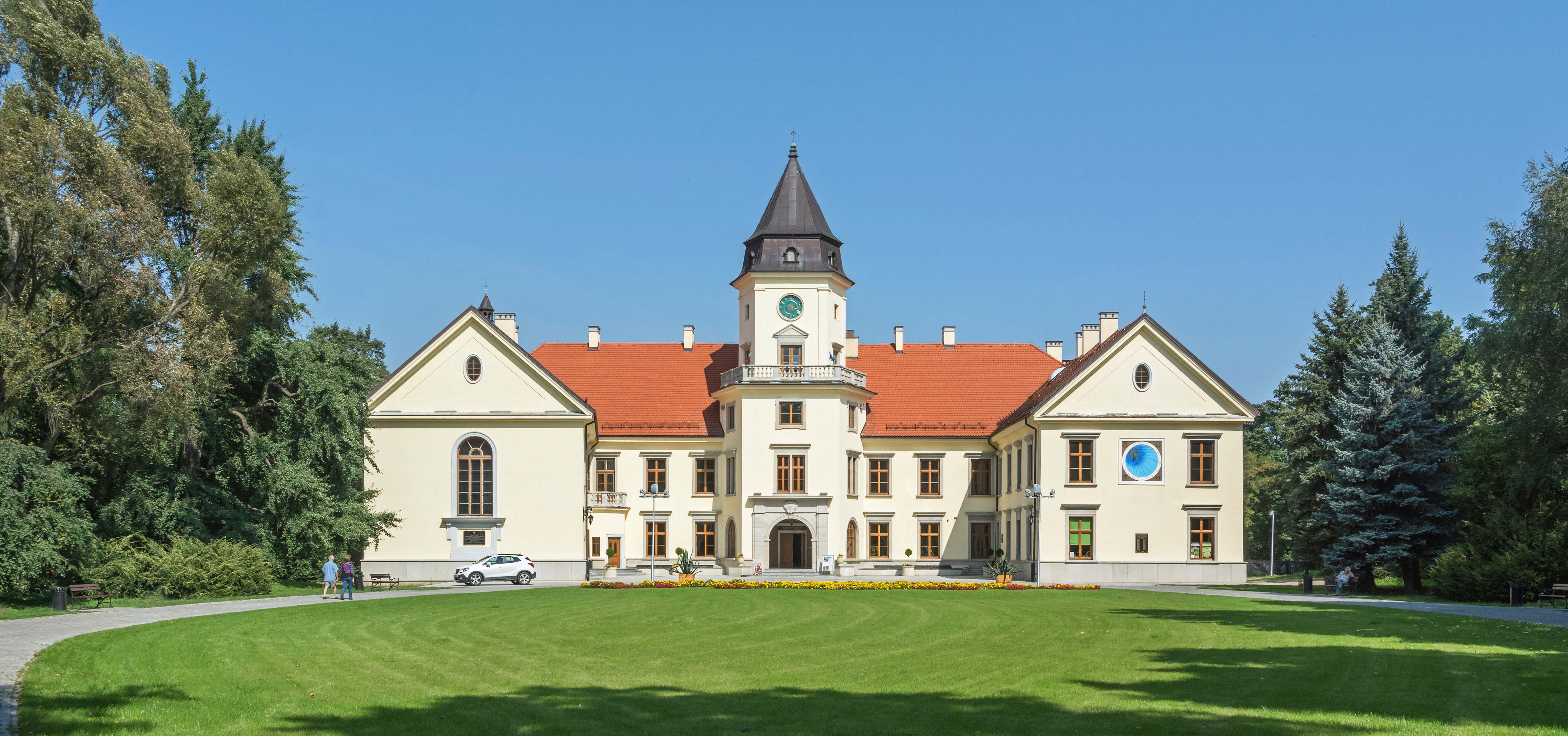
Pałac Tarnowskich w Dzikowie

Pałac, potocznie nazywany Zamkiem Dzikowskim, stanowił siedzibę rodu Tarnowskich. Miały tu miejsce ważne wydarzenia historyczne, z których najważniejszym była konfederacja dzikowska zawiązana w celu obrony tronu polskiego dla króla Stanisława Leszczyńskiego (1734). Konfederacja dzikowska przegrała, a król musiał wyemigrować do Francji. W wydanym po raz pierwszy w 1786 r. opracowaniu pt. „Geografia (...) Galicyi i Lodomeryi” autorstwa hrabiego Ewarysta Andrzeja Kuropatnickiego czytamy: Dzików. Miasto JW. hrabi Tarnowskiego dziedziczne; pałacem i ogrodem pięknemi ozdobne, a sławne zdawna klasztorem OO. Dominikanów i kościołem, w którym jest cudowny obraz Matki Boskiéj i z ś. Józefem. Wspomniane przedstawienie Matki Boskiej do dziś nazywane jest Matką Bożą Dzikowską.
W Dzikowie w 1927 r. miał miejsce zjazd polskich konserwatystów z przedstawicielami sanacji.
W 1934 częściowo włączony do Tarnobrzega, a w 1976 całkowicie. W latach 1973–1976 w gminie Tarnobrzeg.

## Dzikowskie ogrody
Dzików słynie z najpiękniejszego parku Tarnobrzega – miejsca częstych spacerów mieszkańców miasta. 
Pierwsze zachowane wzmianki o ogrodzie w Dzikowie pochodzą z XIX wieku, kiedy Jan Feliks Tarnowski postanowił urządzić tu swą stałą siedzibę. W 1830 roku przebudował zamek według projektu Franciszka Marii Lanciego (neogotyk). Zaprojektował też szereg budowli ogrodowych: neogotycką kapliczkę, oranżerię, fontannę oraz ażurowe kute ogrodzenie. Najprawdopodobniej taki park oglądała przejeżdżająca nieopodal Klementyna z Tańskich Hoffmanowa: „Widziałam (za pomocą perspektywy, z wielkim żalem, że z daleka) Dzików głośny czarującym położeniem, dawnym zamkiem, zbiorem ksiąg, zabytków ojczystych i sztuk pięknych; rzadkich roślin dobrem, przyjemnym ogrodem”. Idee narodowe były wpisane w założony przez Jana Feliksa park, w którym otoczył on szczególną pieczą drzewa zasadzone za czasów konfederacji barskiej, walk pod Sandomierzem pod dowództwem księcia Józefa Poniatowskiego czy też konfederacji zawiązanej w obronie Stanisława Leszczyńskiego. Rósł tu także miłorząb japoński, sadzony ręką Tadeusza Czackiego, szwagra Jana Feliksa.

## Dzikowskie zbiory
Jan Feliks Tarnowski, przejęty puławską ideą zbierania pamiątek narodowych, postanowił stworzyć w posiadłości ich kolekcję. Do najcenniejszych z nich należały: 
- najstarszy rękopis „Kroniki Polskiej” Galla Anonima,
- pierwszy odpis „Bogurodzicy”,
- oryginał „Kronik” Wincentego Kadłubka,
- oryginał „Statutów Wiślickich”,
- rękopis „Pana Tadeusza”.

W zbiorach dzikowskich znajdowały się liczne inkunabuły oraz komplet wszystkich tłumaczeń „Biblii” na język polski (bez względu na wyznanie). W Dzikowie mieściła się także najsłynniejsza w Polsce XIX-wieczna kolekcja malarstwa, zawierająca między innymi takie arcydzieła jak:
- „Lisowczyk” Rembrandta,
- „Matka Boska Bolesna” Tycjana,
- „Chrystus po Zmartwychwstaniu” Rubensa,
- portret „Henrietty Marii” pędzla Antoon van Dyck’a.

Na Dzikowie znajduje się Muzeum Historyczne Miasta Tarnobrzega ze stałą ekspozycją, ukazującą losy rodu Tarnowskich JHS.
Biblioteka dzikowska stanowiła największą i najważniejsza część całej kolekcji, na którą składały się również galeria rzeźb i obrazów oraz archiwum. Jej geneza sięga początków XIX wieku, kiedy to Jan Feliks Tarnowski (1777–1842) postanowił wzorem innych rodzin szlacheckich gromadzić skarby literatury; polskiej i obcej. Zbierany przez lata księgozbiór był odzwierciedleniem jego pasji bibliofilskich, a także wiązał się z jego działalnością literacką, publicystyczną i naukową. Książki i dokumenty pozyskiwał poprzez liczne zakupy, dary, a także dziedziczenie zbiorów. Znalazły one swe docelowe miejsce w zamku dzikowskim, w pomieszczeniach dawnego skarbczyka, i w specjalnie na ten cel zaprojektowanych szafach bibliotecznych.
Jan Feliks Tarnowski stworzył główny zrąb biblioteki, a jego spadkobiercy księgozbiór ten przez lata powiększali. W chwili śmierci swojego twórcy, biblioteka liczyła ok. 13–15 tys. dzieł, natomiast w przededniu wybuchu II wojny światowej ponad 30 tys. pozycji.
Na tle innych, biblioteka dzikowska odznaczała się wysoką jakością zbioru, w którym znalazły się dzieła bezcenne dla polskiej literatury i historii m.in.: komplet biblii w tłumaczeniu polskim, XVI- i XVII-wieczne dzieła klasyków polskich, komplet konstytucji sejmowych i uchwał synodalnych, a także dzieła z czasów panowania Stanisława Augusta Poniatowskiego i okresu reform oświeceniowych. Najcenniejszy był zbiór 25 inkunabułów.
W skład Biblioteki wchodziły także rękopisy. Znaczną ich część stanowiło archiwum rodowe Tarnowskich, natomiast inną grupę stanowiły rękopisy o treści politycznej, tj. manifesty i pisma w sprawach politycznych, konstytucje, mowy sejmowe, memoriały, pisma polemiczne, a także akta dotyczące stosunków z Krymem i Wołoszczyzną za panowania Stefana Batorego i Jana III Sobieskiego.
W kolekcji nie zabrakło także średniowiecznych kodeksów. Najważniejszym dziełem prawniczym były „Statuty Kazimierza Wielkiego” w przekładzie polskim z 1501 roku, znane jako tzw. Kodeks Dzikowski, a także najstarszy odpis „Kroniki polskiej” Mistrza Wincentego Kadłubka, datowany na rok 1476. Bardzo cenne są także dokumenty dotyczące Konfederacji Dzikowskiej i Barskiej oraz epizodów powstania styczniowego.
W XX wieku biblioteka dzikowska wzbogaciła się o kolejne „białe kruki”, w tym rękopis „Pana Tadeusza” Adama Mickiewicza i „Balladyny” Juliusza Słowackiego.
Rękopisy i książki z Biblioteki Dzikowskiej będzie można podziwiać na wystawie zorganizowanej w Muzeum Historycznym Miasta Tarnobrzega. Większość z nich będzie prezentowana publicznie po raz pierwszy od 1939 roku.
Oprócz ksiąg i rękopisów przedstawiona jest historia biblioteki, losy jej twórcy Jana Feliksa Tarnowskiego i bibliotekarzy, którzy pracowali w Dzikowie. Specjalne miejsce na wystawie poświęcono Michałowi Marczakowi, człowiekowi, który dla zbiorów poświęcił swoje życie.
W Muzeum Historycznym Miasta Tarnobrzega od kilku miesięcy można oglądać obrazy i miniatury z dawnej kolekcji dzieł sztuki rodziny Tarnowskich. Od 6 grudnia będzie można podziwiać książki i rękopisy z tejże kolekcji, które zostały przekazane do muzeum przez rodzinę Tarnowskich, a które przez 70 lat znajdowały się w Bibliotece UJ.

## Osiedle Dzików
W latach 90. XX w. na terenach położonych na północ od kompleksu pałacowo-parkowo-ogrodowego Tarnowskich zaczęto budowę osiedla mieszkaniowego. Mimo iż teren ten nazywany był Wymysłowem, administracja Tarnobrzeskiej Spółdzielni Mieszkaniowej postanowiła nazwać nowo powstające osiedle „Dzikowem”. Uzasadnieniem tej decyzji było „sąsiedztwo z Zamkiem Dzikowskim”, które to nawet nie ma uzasadnienia logicznego, gdyż znacznie bliżej położone Zamku Dzikowskiego są Serbinów czy Centrum. W maju 2010 r. część osiedla położona nad Wisłą została zalana w wyniku powodzi i podtopień. Administracyjnie zalana część należy współcześnie do Osiedla Dzików, natomiast historycznie zalane zostało Podłęże.

### Zabudowa osiedla
Osiedle spełnia przede wszystkim funkcję sypialni miasta. Zabudowę stanowią głównie bloki wielorodzinne budowane w latach 90. XX wieku (ulice Konfederacji Dzikowskiej, Marczaka, Tarnowskiego, Słomki) oraz domki jednorodzinne (ulice: Pawłowskiego, Wiejska, Paderewskiego, Szewery, Aleja Lipowa). W 1996 r. zbudowano kościół pw. Miłosierdzia Bożego, a w 1997 r. erygowano parafię Miłosierdzia Bożego. Na osiedlu w dawnym spichlerzu znajduje się Muzeum Historyczne Miasta Tarnobrzega.

### Komunikacja na osiedlu
Główną linią autobusową spełniającą funkcje łączące z centrum miasta jest linia „10”. Na osiedlu kursują również takie linie jak „A”, „4” czy „C”.